# Alpen-Akelei
Die Alpen-Akelei (Aquilegia alpina)  ist eine Pflanzenart aus der Gattung Akeleien (Aquilegia) und der Familie  der Hahnenfußgewächse (Ranunculaceae).

## Beschreibung

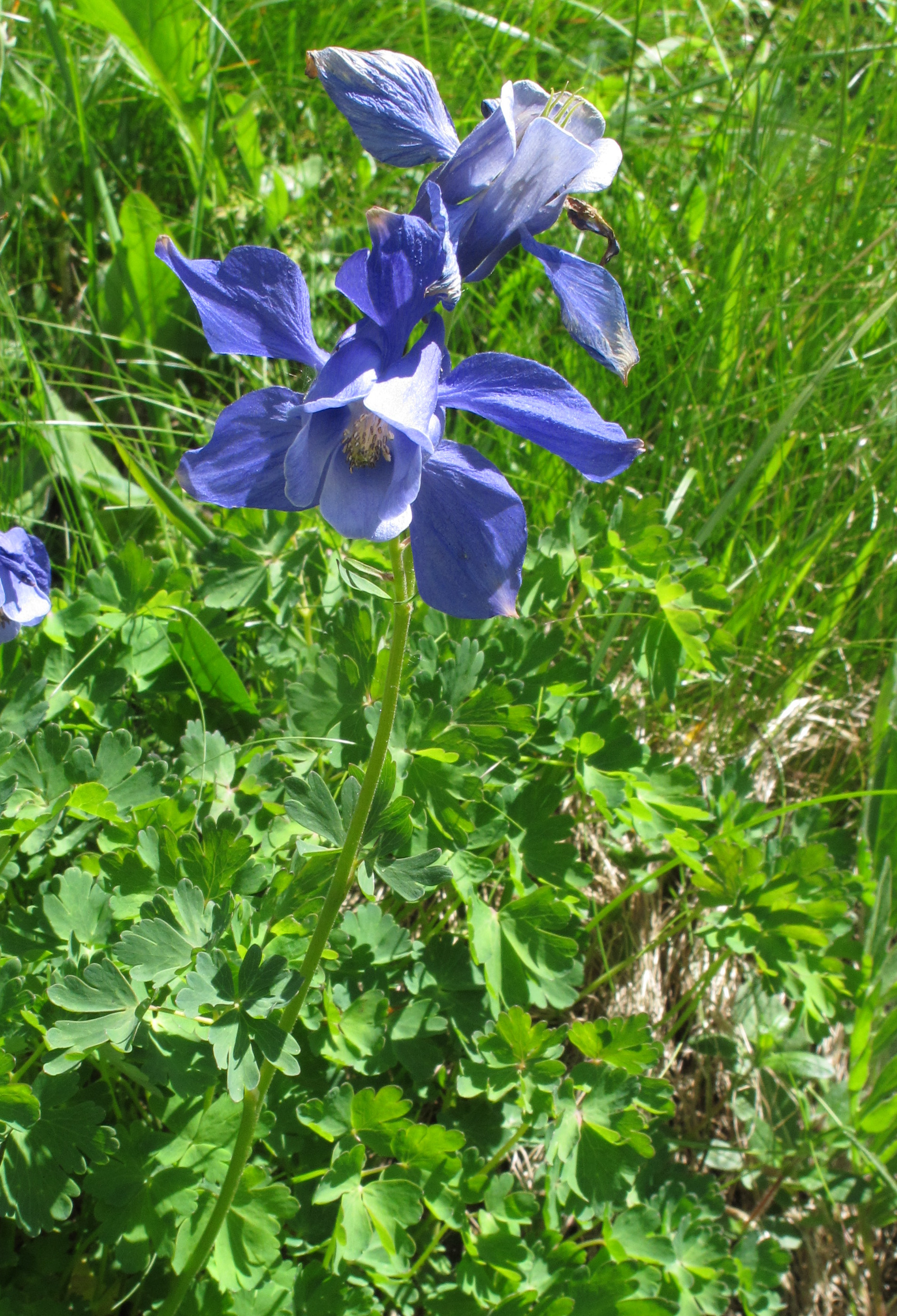
Alpen-Akelei (Aquilegia alpina)

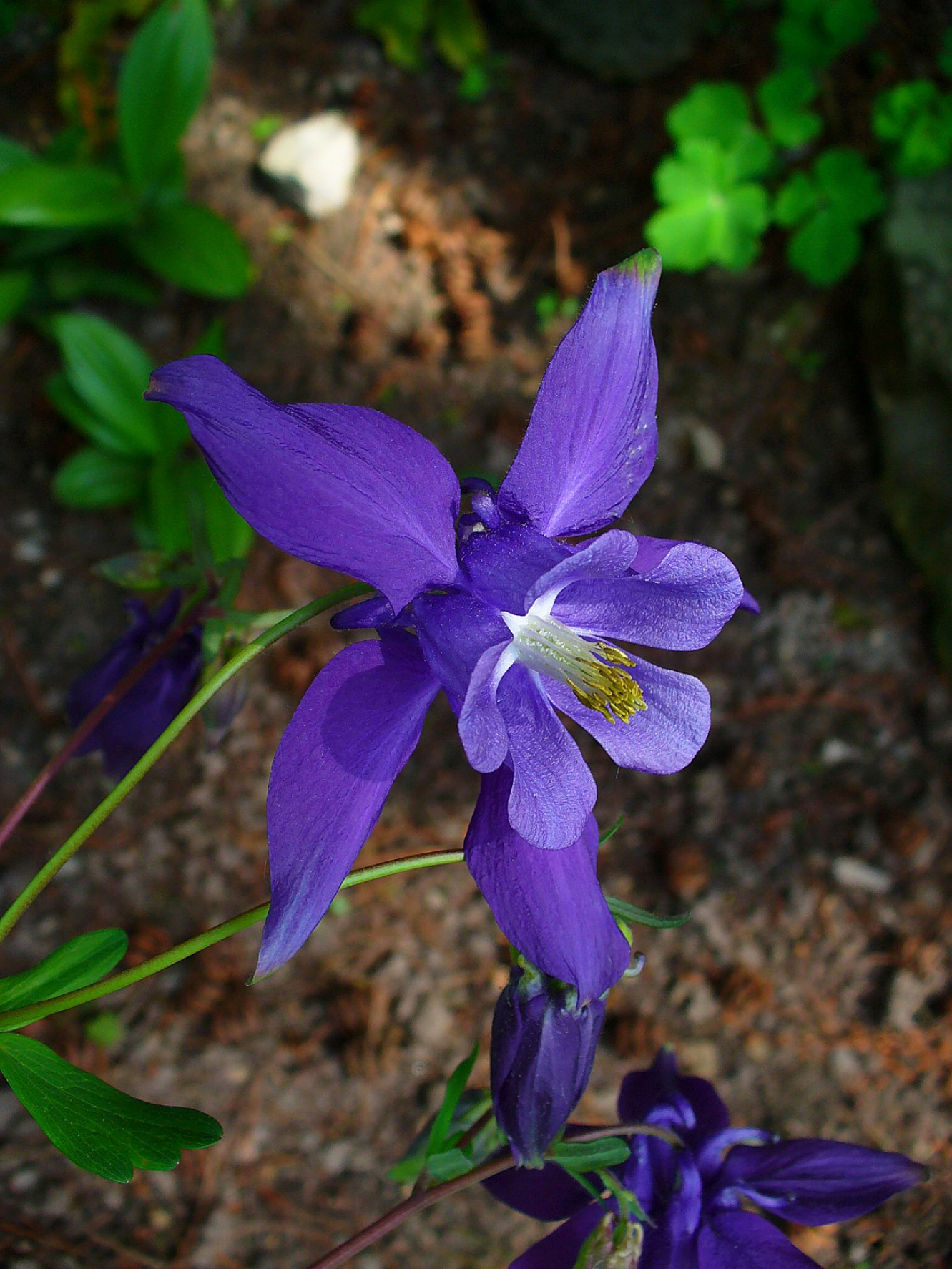
Blüte

### Vegetative Merkmale
Die Alpen-Akelei ist eine mehrjährige, krautige Pflanze, die Wuchshöhen von 20 bis 70 Zentimetern erreicht. Sie hat einen kräftigen mehrköpfigen Wurzelstock. Der Stängel ist aufrecht, im unteren Teil kahl, im oberen flaumhaarig. Die grundständigen Blätter haben einen 5 bis 20 Zentimeter langen Blattstiel. Sie sind doppelt dreiteilig. Die Teilblättchen sind tief bis über die Mitte eingeschnitten und tief gekerbt; sie sind oberseits grün, unterseits graugrün. Die 1 bis 3 Stängelblätter sind den Grundblättern ähnlich, aber werden nach oben kleiner. Das oberste ist bloß dreiteilig mit ganzrandigen Zipfeln und sitzend.

### Generative Merkmale
Die leuchtend hellblauen bis blaulila Blüten weisen einen Durchmesser von 6 bis 9 Zentimetern auf. Sie sind nickend und 10 Zentimeter lang gestielt. Die Blütenstiele sind fein behaart aber nicht drüsig. Die Kelchblätter sind breit bis eiförmig, sie sind 3 bis 4,5 Zentimeter lang und 1,4 bis 2,2 Zentimeter breit. Sie haben eine lange, grünlich-gelbe Spitze. Sie überragen die Kronblätter um etwa 2,2 Zentimeter. Die Kronblätter sind tütenförmig mit breit gestutzter Platte; sie sind 14 bis 17 Millimeter lang und 8 bis 11 Millimeter breit. Der Sporn ist 19 bis 25 Millimeter lang, schwach gekrümmt und am Ende etwas verdickt. Die Staubblätter sind 2 bis 4 Millimeter kürzer als die Kronblätter. Die Staubbeutel sind grünlich-gelb, die Staminodien sind spitz und 6 bis sieben Millimeter lang. Es sind 5 bis 7 Fruchtblätter vorhanden; sie sind behaart und 20 bis 28 Millimeter lang. Die Griffel sind etwa 6 bis 7 Millimeter lang. Die Samen sind schwarz und glänzend; sie sind 2 bis 2,5 Millimeter lang.
Die Blütezeit reicht von Juni bis August.
Die Chromosomenzahl beträgt 2n = 14.

## Vorkommen und Schutz
Aquilegia alpina kommt vor allem in den Westalpen vor. Das Verbreitungsgebiet reicht von den Seealpen bis nach Vorarlberg. Außerdem kommt die Art auch im Nord-Apennin vor. In Deutschland fehlt die Art.
Aquilegia alpina gedeiht am besten auf feuchten und kalkhaltigen Böden. Sie kommt in Höhenlagen von 1200 bis 2600 Metern vor. Meist wächst sie in Zwergstrauchheiden (vor allem Alpenrosen) und lockeren Grünerlenbeständen. Sie ist eine Charakterart des Caricetum ferrugineae aus dem Verband Caricion ferrugineae.
Die ökologischen Zeigerwerte nach Landolt & al. 2010 sind in der Schweiz: Feuchtezahl F = 3 (mäßig feucht), Lichtzahl L = 3 (halbschattig), Reaktionszahl R = 4 (neutral bis basisch), Temperaturzahl T = 2 (subalpin), Nährstoffzahl N = 3 (mäßig nährstoffarm bis mäßig nährstoffreich), Kontinentalitätszahl K = 3 (subozeanisch bis subkontinental).
Aquilegia alpina ist in Österreich geschützt. In der Schweiz steht sie auf der Roten Liste.